# Viaggio col padre
Viaggio col padre è un romanzo di Carlo Castellaneta uscito nel 1958 per i tipi di Arnoldo Mondadori Editore. È il romanzo d'esordio, presentato a Elio Vittorini, allora consulente della Mondadori, presso la casa editrice di Segrate, dove Castellaneta lavorava come correttore di bozze. Consumata la separazione dell'Italia in due parti, a seguito dell'armistizio dell'8 settembre, il protagonista racconta la storia della Resistenza e la caduta del Fascismo dal punto di vista di un ragazzo che - negli anni 1943-1945 - cresce in una casa della periferia di Milano, divenuta il cuore della Repubblica Sociale Italiana.

## Trama
Montaggio incrociato di due vicende asincrone degli stessi protagonisti: il narratore e suo padre. La prima ha luogo nella periferia di Lambrate, dal 8 settembre del '43 alla liberazione di Milano da parte dei partigiani e delle truppe alleate. La seconda, diversi anni dopo, rappresenta un viaggio in treno da Milano alla Puglia, terra d'origine del padre, dove si terranno i funerali del nonno del protagonista. Un'annosa incomprensione lega i due maschi della famiglia che, sfondo onnipresente delle vicende storiche e umane del narratore, ne accoglie la disperazione, l'urgenza di libertà, il timore reverenziale per il padre e le sue collere e infine l'aperta ribellione, che termina in un colloquio aspro ma non privo d'affetto tra i due uomini, mentre il treno arriva a destinazione.
Romanzo di formazione e insieme romanzo storico minore, il racconto viene scandito dai magri pasti della famiglia, dalla paura e dal gelo dei due inverni più tristi della recente storia d'Italia. Il ragazzo osserva sulla carta d'Europa, appesa al muro di cucina, prima l'avanzata e poi la ritirata delle truppe italiane in Africa, fino allo sbarco degli Alleati in Sicilia, quando il padre, ormai fascista più per orgoglio che per convinzione - abbandonato dalla moglie e dai figli che intuendo la sconfitta imminente lo esautorano - la strappa violentemente dal muro.
Dopo la Liberazione il padre è costretto a nascondersi e viene epurato, perde il lavoro in fabbrica ma non lo arrestano, tutto il piccolo mondo della sua casa si va sgretolando inesorabilmente. Sempre più lontano dalla moglie, sceglie di andarsene cogliendo il pretesto del ritorno di Lia, un amorazzo di qualche tempo prima. Sparisce per anni finché, alla morte del nonno, padre e figlio si ritrovano in treno per la Puglia, per assistere al suo funerale, ma soprattutto per parlarsi, per dirsi tutto quello che non hanno saputo o voluto dire negli anni della loro dura convivenza.